# Okręg wyborczy nr 90 do Sejmu Polskiej Rzeczypospolitej Ludowej (1989–1991)
Okręg wyborczy nr 90 do Sejmu Polskiej Rzeczypospolitej Ludowej (1989–1991) obejmował województwo suwalskie. W ówczesnym kształcie został utworzony w 1989. Wybieranych było w nim 5 posłów w systemie większościowym.
Siedzibą okręgowej komisji wyborczej były Suwałki.

## Wybory parlamentarne 1989

### Mandat nr 351 –Polska Zjednoczona Partia Robotnicza
| Kandydat | I tura | I tura | II tura | II tura |
| Kandydat | Głosów | %      | Głosów  | %       |
| --- | ------ | ------ | ------- | ------- |
| Tomasz Romańczuk                                                                                               | 47 629 | 28,38  | 34 940  | 44,12   |
| Stanisław Nowel                                                                                                | 36 548 | 21,78  | 21 326  | 26,93   |
| Liczba głosów ważnych: 167 810 (I tura) • 79 187 (II tura) Źródło: Państwowa Komisja Wyborcza I tura i II tura |        |        |         |         |

### Mandat nr 352 –Polska Zjednoczona Partia Robotnicza
| Kandydat | I tura | I tura | II tura | II tura |
| Kandydat | Głosów | %      | Głosów  | %       |
| --- | ------ | ------ | ------- | ------- |
| Teresa Woźniak                                                                                                 | 35 025 | 21,39  | 36 853  | 46,72   |
| Ryszard Wasielewski                                                                                            | 27 173 | 16,59  | 24 408  | 30,94   |
| Jan Ziemnicki                                                                                                  | 23 046 | 14,07  | —       | —       |
| Liczba głosów ważnych: 163 759 (I tura) • 78 889 (II tura) Źródło: Państwowa Komisja Wyborcza I tura i II tura |        |        |         |         |

### Mandat nr 353 –Zjednoczone Stronnictwo Ludowe
| Kandydat | I tura | I tura | II tura | II tura |
| Kandydat | Głosów | %      | Głosów  | %       |
| --- | ------ | ------ | ------- | ------- |
| Michał Górski                                                                                                  | 21 694 | 14,44  | 41 297  | 52,58   |
| Andrzej Śmietanko                                                                                              | 16 866 | 11,23  | 27 731  | 35,31   |
| Edward Ułanowicz                                                                                               | 13 819 | 9,20   | —       | —       |
| Eugeniusz Cendrowski                                                                                           | 9599   | 6,39   | —       | —       |
| Sławomir Dąbkowski                                                                                             | 8879   | 5,91   | —       | —       |
| Ginter Druba                                                                                                   | 5703   | 3,80   | —       | —       |
| Henryk Myszczyński                                                                                             | 5321   | 3,54   | —       | —       |
| Liczba głosów ważnych: 150 196 (I tura) • 78 545 (II tura) Źródło: Państwowa Komisja Wyborcza I tura i II tura |        |        |         |         |

### Mandat nr 354 – bezpartyjny
| Kandydat                                                          | Głosów | %     |
| ----------------------------------------------------------------- | ------ | ----- |
| Jerzy Pietkiewicz                                                 | 98 516 | 60,46 |
| Dionizy Nowak                                                     | 17 502 | 10,74 |
| Aleksandra Ratasiewicz                                            | 16 198 | 9,94  |
| Andrzej Kurczyński                                                | 13 589 | 8,34  |
| Liczba głosów ważnych: 162 931 Źródło: Państwowa Komisja Wyborcza |        |       |

### Mandat nr 355 – bezpartyjny
| Kandydat                                                          | Głosów  | %     |
| ----------------------------------------------------------------- | ------- | ----- |
| Bronisław Geremek                                                 | 114 591 | 71,75 |
| Anna Mieczkowska                                                  | 15 976  | 10,00 |
| Janusz Godzimirski                                                | 7718    | 4,83  |
| Franciszek Wojciechowski                                          | 6834    | 4,28  |
| Barbara Grąziewicz-Chludzińska                                    | 4346    | 2,72  |
| Liczba głosów ważnych: 159 709 Źródło: Państwowa Komisja Wyborcza |         |       |